# Piacenza (provins)
Provinsen Piacenza (it. Provincia di Piacenza) er en provins i regionen Emilia-Romagna i det nordlige Italien. Piacenza er provinsens hovedby.
Der var 263.872 indbyggere ved folketællingen i 2001.

## Geografi
Provinsen Piacenza grænser
- i nord mod Lombardiet (provinserne Lodi og Cremona),
- i øst mod provinsen Parma,
- i syd mod Liguria (provinsen Genova) og
- i vest mod Piemonte (provinsen Alessandria) og Lombardiet (provinsen Pavia).

Piacenza ligger syd for Po og strækker sig i syd til Appenninerne med bjerge som Monte Maggiorasca (1799 moh) og Monte Lesima (1724 moh). Fra Appenninerne løber provinsens næststørste flod, Trebbia. Den munder ud i Po ved hovedbyen Piacenza.

## Kommuner
- Agazzano
- Alseno
- Alta Val Tidone
- Besenzone
- Bettola
- Bobbio
- Borgonovo Val Tidone
- Cadeo
- Calendasco
- Caorso
- Carpaneto Piacentino
- Castel San Giovanni
- Castell'Arquato
- Castelvetro Piacentino
- Cerignale
- Coli
- Corte Brugnatella
- Cortemaggiore
- Farini
- Ferriere
- Fiorenzuola d'Arda
- Gazzola
- Gossolengo
- Gragnano Trebbiense
- Gropparello
- Lugagnano Val d'Arda
- Monticelli d'Ongina
- Morfasso
- Ottone
- Piacenza
- Pianello Val Tidone
- Piozzano
- Podenzano
- Ponte dell'Olio
- Pontenure
- Rivergaro
- Rottofreno
- San Giorgio Piacentino
- San Pietro in Cerro
- Sarmato
- Travo
- Vernasca
- Vigolzone
- Villanova sull'Arda
- Zerba
- Ziano Piacentino

45°03′N 9°42′Ø / 45.05°N 9.7°Ø